# Georgios Rallis
Georgios Rallis, řecky  Γεώργιος Ράλλης (26. prosince 1918 – 15. března 2006) byl řecký politik, představitel středopravicové strany Nová demokracie, v jejímž čele stál v letech 1980–1981. V letech 1980–1981 byl též premiérem Řecka. Do funkce se dostal poté, co jeho předchůdce a otec zakladatel strany Konstantinos Karamanlis odstoupil, aby se stal prezidentem. V jeho vládě byl ministrem zahraničních věcí (1978-1980).